# Paragus compeditus
Paragus compeditus är en tvåvingeart som beskrevs av Christian Rudolph Wilhelm Wiedemann 1830. Paragus compeditus ingår i släktet stäppblomflugor, och familjen blomflugor. Inga underarter finns listade i Catalogue of Life.